# 窦氏伴突吸虫
窦氏伴突吸虫（学名：Sodalis dogieli）为棘口科伴突属的动物。分布于哈萨克斯坦、阿塞拜疆、乌兹别克以及中国大陆的河北白洋淀、天津市等地，营寄生生活，宿主黑水鸡以及寄生在小肠。